# Potosi (Texas)
La census-designated place de Potosi est située dans le comté de Taylor, dans l’État du Texas, aux États-Unis. Sa population s’élevait à 2 991 habitants lors du recensement de 2010. Potosi fait partie de l’agglomération d’Abilene, le siège du comté.

## Source
- (en) Cet article est partiellement ou en totalité issu de l’article de Wikipédia en anglais intitulé « Potosi, Texas » (voir la liste des auteurs).

1. ↑  (en) « Population and Housing Unit Counts, 2010 Census of Population and Housing », Texas: 2010